# Соснові чагарники Флориди
Соснові чагарники Флориди (ідентифікатор WWF: NA0513) — неарктичний екорегіон хвойних лісів помірної зони, розташований на Флоридському півострові на південному сході США.

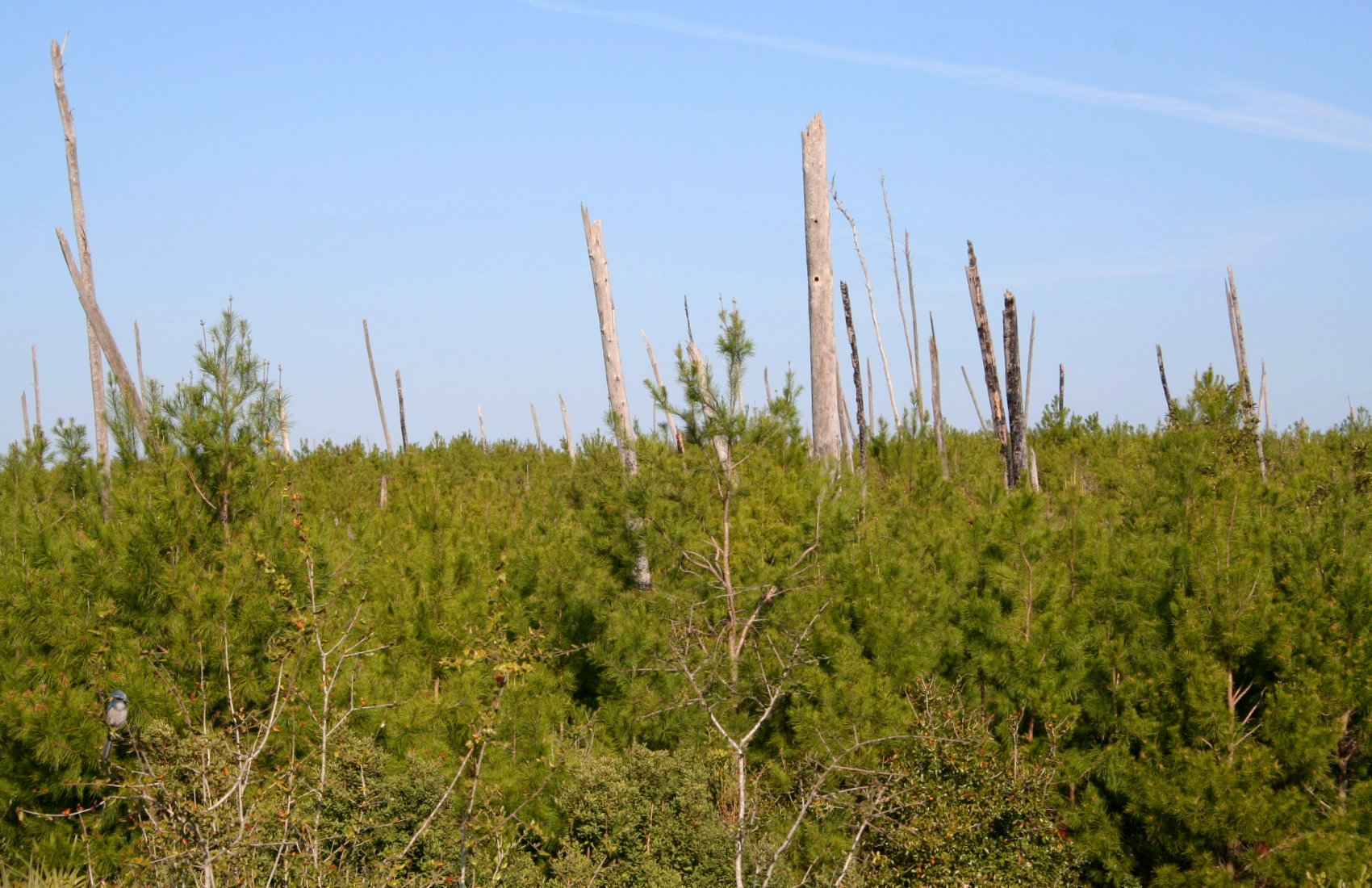
Чагарники в Національному лісі Окала

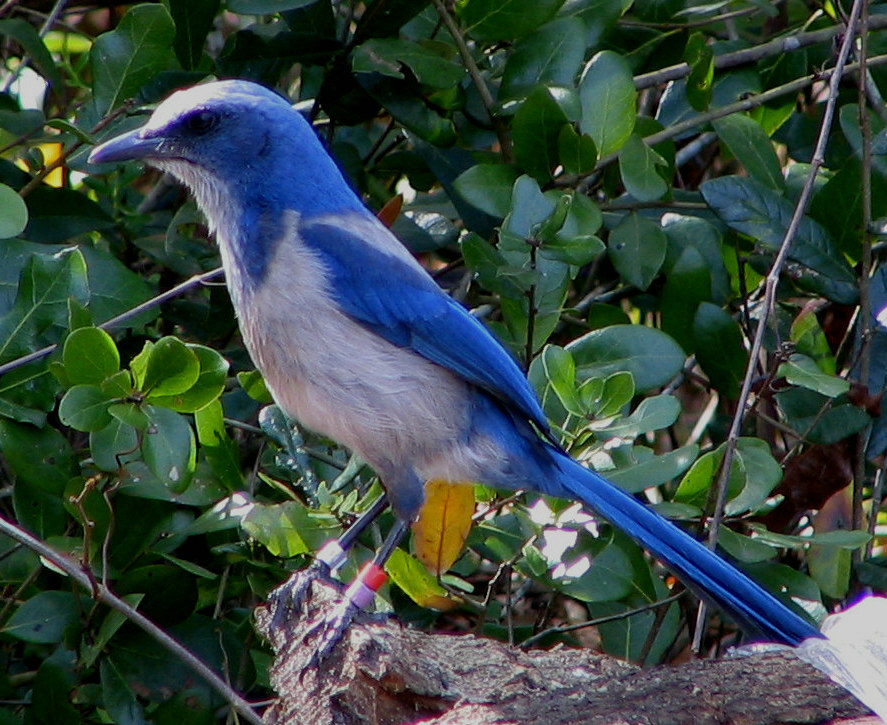
Чагарникова сойка (Aphelocoma coerulescens)

## Географія
Екорегіон соснових чагарників Флориди охоплює низку ізольованих піщаних та вапнякових пагорбів, розташованих в центрі та на півдні Флориди, а також вузьку смугу, що простягається вздовж східного узбережжя півострова Флорида. Одна з найбільших ділянок екорегіону розташована у Лейк-Велському або Центрально-Флоридському хребті — смузі білих піщаних пагорбів, що простягається на 160 км з півночі на південь через Центральну Флориду. Тут розташована гора Шугарлоф заввишки 95 м, найвища вершина переважно плаского й низинного Флоридського півострова. Також чагарники поширені на пагорбах і терасах Атлантичного прибережного хребта, що простягається уздовж узбережжя Атлантичного океану. Піщані ґрунти регіону характеризуються низьким вмістом поживних речовин і погано утримують вологу. Екорегіон переважно оточений хвойними лісами південного сходу США, а на південний схід від нього поширені затоплювані луки Еверглейдсу.

## Клімат
В межах екорегіону домінує вологий субтропічний клімат (Cfa за класифікацією кліматів Кеппена), який характеризується спекотним, дощовим літом та м'якою зимою. Середня температура в регіоні становить 22 °C. Влітку вона може підійматися вище 36 °C, а взимку — опускатися до 0 °C. Середньорічна кількість опадів становить приблизно 1350 мм, більшість з яких випадають влітку у вигляді сильних гроз. Час від часу в регіоні трапляються тропічні циклони.

## Флора
Рослинний покрив екорегіону представлений вічнозеленими склерофільними чагарниками, поширення яких обмежене бідними, добре дренованими піщаними ґрунтами. Ці унікальні рослинні угруповання, основу яких складають посухостійкі види, помітно відрізняються від навколишніх соснових рідколісь. Вони є реліктом давніх саван, що були поширені на більшій частині Флориди в пліоцені.
Основу чагарників Флориди складають невисокі вічнозелені або напіввічнозелені дуби, зокрема піщані дуби (Quercus geminata), миртолисті дуби (Quercus myrtifolia), флоридські дуби (Quercus inopina) та дуби Чепмена (Quercus chapmanii), а також чагарники флоридського розмарину (Ceratiola ericoides). Серед інших чагарників, що зустрічаються в цьому угрупованні, слід відзначити чагарникове пальметто (Sabal etonia), повзуче пальметто або сереноа (Serenoa repens), різнолисту гарберію (Garberia heterophylla), звичайну ліонію (Lyonia lucida), деревну ліонію (Lyonia ferruginea), американський падуб (Ilex opaca), американську маслину (Cartrema americana), великоцвіту папаю (Asimina obovata) та низьку персею (Persea humilis). Серед чагарників подекуди зустрічаються волокнисті юки (Yucca filamentosa) та східні опунції (Opuntia humifusa). Над чагарниковим ярусом підіймаються невисокі піщані сосни (Pinus clausa). Ці ендемічні сосни, що виростають до 5-10 м заввишки, є єдиними деревами в екосистемі екорегіону.
Чагарники Флориди залежать від регулярних інтенсивних пожеж, які спалахують в екорегіоні з інтервалом у 5-40 років. Ці пожежі знищують дубові чагарники дотла та вбивають інші рослини, зокрема сосни. У 1935 році пожежа знищила 140 км² чагарників у Національному лісі Окала лише за чотири години. Однак чагарники екорегіону надзвичайно стійкі до цих природних порушень. Дуби відновлюються з розгалуженої кореневої системи, а флоридський розмарин та піщані сосни відновлюються з насіння, яке розкривається під дією вогню. Боротьба з пожежами призводить до деградації чагарникових угруповань та до перетворення їх у ліси. Іншим важливим фактором порушень в екосистемі регіону, окрім пожеж, є регулярні тропічні шторми, які особливо впливають на чагарники, поширені на океанічному узбережжі.
Соснові чагарники Флориди вирізняються дуже високим флористичним різноманіттям та рівнем ендемізму. Ендеміками екорегіону є близько 40 видів рослин, зокрема піщані сосни (Pinus clausa), флоридські дуби (Quercus inopina), чагарникові пальметто (Sabal etonia), різнолисті гарберії (Garberia heterophylla), чагарникові гікорі (Carya floridana) та флоридські чагарникові морозники (Crocanthemum nashii). 13 видів ендемічних рослин, поширених в регіоні, перебувають під загрозою зникнення, а ще 22 види вважаються локально рідкісними.

## Фауна
В межах екорегіону зустрічається 43 види ссавців та близько 175 видів птахів. Серед поширених в регіоні ссавців слід відзначити флоридського білохвостого оленя (Odocoileus virginianus seminolus), флоридського барибала (Ursus americanus floridanus), звичайну лисицю (Vulpes vulpes), сіру лисицю (Urocyon cinereoargenteus), руду рись (Lynx rufus), флоридського кролика (Sylvilagus floridanus), болотяного кролика (Sylvilagus palustris), лисячу вивірку (Sciurus niger), звичайного ракуна (Procyon lotor), віргінського опосума (Didelphis virginiana), дев'ятипоясного броненосця (Dasypus novemcinctus) та ендемічну флоридську мишу (Podomys floridanus).
Найбільш характерними представниками екорегіону є ендемічні чагарникові сойки (Aphelocoma coerulescens). Ці рідкісні птахи зустрічаються лише у сосново-дубово-розмаринових чагарниках Центральної Флориди. За оцінками дослідників, популяція чагарникових сойок нараховує лише близько 4000 особин. Серед інших птахів, що зустрічаються в екорегіоні, слід відзначити віргінську перепелицю (Colinus virginianus), великого індика (Meleagris gallopavo), ластівкохвостого шуляка (Elanoides forficatus), рубіновогорлого колібрі (Archilochus colubris), гострочубу синицю (Baeolophus bicolor), соснового пісняра-лісовика (Setophaga pinus), рудоголового пісняра-лісовика (Setophaga palmarum), східного блакитника (Sialia sialis), багатоголосого пересмішника (Mimus polyglottos) та червоного кардинала (Cardinalis cardinalis).
Герпетофауна екорегіону включає низку ендемічних плазунів, зокрема флоридську чагарникову ігуану (Sceloporus woodi), (Sceloporus woodi), флоридського піщаного сцинка (Plestiodon reynoldsi), синьохвостого кротового сцинка (Plestiodon egregius lividus), флоридську амфісбену (Rhineura floridana), короткохвосту змію (Lampropeltis extenuata), флоридську короновану змію (Tantilla relicta) та флоридську червону змію (Cemophora coccinea coccinea). Також ендеміками екорегіону є понад 45 видів безхребетних, зокрема флоридські піщані таргани (Arenivaga floridensis) та три види флоридських чагарникових багатоніжок з роду Floridobolus.

## Збереження
Наразі лише 10-15 % чагарників екорегіону є відносно незайманими, тоді як решта була замінена цитрусовими гаями та житловою забудовою. Прибережні чагарники були втрачені на 90 %, а чагарники Центрально-Флоридського хребта, які вирізняються найбільшим біорізноманіттям, — на 85 %. Важливим фактором, який загрожує збереженню чагарників Флориди, є боротьба з пожежами, яка призводить до деградації цих угруповань.
Загалом близько 16 % площі екорегіону є заповідними територіями. Природоохоронні території включають: Національний ліс Окала, Національний природний заповідник Лейк-Вейлського хребта та Біологічну станцію Арчболда.